# Bertmainius pandus
Espèce
Bertmainius pandus est une espèce d'araignées mygalomorphes de la famille des Migidae.

## Distribution
Cette espèce est endémique d'Australie-Occidentale.

## Publication originale
- Harvey, Main, Rix & Cooper, 2015 : Refugia within refugia: in situ speciation and conservation of threatened Bertmainius (Araneae: Migidae), a new genus of relictual trapdoor spiders endemic to the mesic zone of south-western Australia. Invertebrate Systematics vol. 29, no 6, p. 511-553.